# 台灣電力棒球隊
台灣電力棒球隊為台灣業餘棒球隊伍之一，亦是與合作金庫棒球隊同為台灣歷史悠久的兩支業餘球隊。

## 簡史
早期在台灣的業餘棒壇有「北合庫，南台電」之稱。
1945年4月，台灣電力公司高雄營業處內部一群愛好棒球運動員工發起組織棒球隊，當時被稱之為「高電隊」，用以區分另一支以嘉義為主的隊伍「嘉電隊」，此為台電隊的前身。後來高電隊陸續加入陳麒象、黃皆德、張清開、宋宦勳、陳潤波等好手，加上台電其他服務處的棒球強將投入，使得該隊聲勢日益擴大，因而改稱「台電隊」。
1948年，台電棒球隊正式成立。
2009年，中華棒協為了向台灣兩支創立一甲子且孕育無數人才的業餘球隊台電、合庫表達敬意，特別舉辦了3場《台灣南北雙雄棒球對抗賽》，取得兩勝即可獲得金盃，最後由合庫奪下金盃。

## 參與賽事

### 全國成棒甲組春季聯賽
- 1978年：預賽 出局
- 1979年：第五名
- 1980年：第六名
- 1981年：季軍
- 1982年：冠軍
- 1983年：亞軍
- 1984年：亞軍
- 1985年：季軍
- 1986年：冠軍
- 1987年：第四名
- 1988年：季軍
- 1989年：複賽 淘汰
- 1990年：季軍
- 1991年：預賽 淘汰
- 1992年：亞軍
- 1993年：第四名
- 1994年：複賽 淘汰
- 1995年：第四名
- 1996年：第四名
- 1997年：第四名
- 1998年：季軍
- 1999年：第四名
- 2000年：八強
- 2001年：預賽 淘汰
- 2002年：第四名
- 2003年：第四名
- 2004年：亞軍
- 2005年：預賽 淘汰
- 2006年：亞軍
- 2007年：八強
- 2008年：八強
- 2009年：季軍
- 2010年：複賽 淘汰
- 2011年：季軍（與合庫並列）
- 2012年：亞軍
- 2013年：季軍（與合庫並列）

### 全國社會甲組棒球城市對抗賽
- 2009年：亞軍
- 2010年：冠軍
- 2011年：冠軍
- 2012年：冠軍
- 2013年：冠軍

### 社會甲組棒球冬季城市巡迴賽
- 2010年：亞軍
- 2011年：第六名
- 2012年：第五名
- 2013年：亞軍

### 全國城市棒球夏季對抗賽
- 2012年：冠軍
- 2013年：冠軍

### 全國成棒年度盟主爭霸賽
- 2010年：亞軍
- 2012年：亞軍
- 2013年：冠軍

## 著名球員
- 宋宦勳
- 陳潤波
- 陳金
- 林家祥
- 鄭昆吉
- 宋榮泰
- 曾智偵
- 杜福明
- 呂文生
- 涂鴻欽
- 郭建霖
- 林岳平
- 林益全
- 陳傑憲

## 外部連結
- 台灣電力棒球隊在台灣棒球維基館上的頁面（繁體中文）